# ラリー・レーン
ラリー・レーン（Larry Lane、1946年 - ）は、アメリカ合衆国コロラド州出身のプロレスラー。出身地はカナダのアルバータ州カルガリーともされる。
レスリングの下地を持つ技巧派のベビーフェイスとして、テキサス西部のアマリロ地区やカルガリーのスタンピード・レスリングなどを主戦場に活動した。

## 来歴
ノーザン・コロラド大学ではレスリングの選手として活躍し、陸軍でもオールアーミーとオールサービスのチームに所属。日本で紹介されたプロフィールでは1972年ミュンヘンオリンピックにも参加したとされる。ハイスクールのレスリング・コーチを経て、1973年にプロレスラーに転向。
デビュー後はドリー・ファンク・シニアが主宰していたテキサス州アマリロのNWAウエスタン・ステーツ・スポーツを主戦場とし、師匠格のドリー・ファンク・ジュニアをはじめ、ムース・モロウスキー、レス・ソントン、バック・ロブレイ、カール・フォン・スタイガー、若手時代のスタン・ハンセンなどと対戦した。
アマリロ地区での活動と並行して、スチュ・ハートの主宰していたカルガリーのスタンピード・レスリングにも出場。カウボーイ・ラリー・レーン（"Cowboy" Larry Lane）と名乗り、テキサスからやって来た正義のカウボーイとしてアブドーラ・ザ・ブッチャーやセーラー・ホワイトとも対戦した。1974年2月12日にはアーチー・ゴルディーを下してフラッグシップ・タイトルの北米ヘビー級王座を獲得。翌々日にゴルディーに奪還されたものの、同年6月19日と21日にはカルガリー地区に遠征してきたジャック・ブリスコのNWA世界ヘビー級王座に連続挑戦した。戴冠期間は長くはないが、北米ヘビー級王座には1975年1月10日にビッグ・ジョン・クイン、同年8月7日にカーティス・イヤウケアを破って返り咲いている。
1976年4月、全日本プロレスに初来日して『第4回チャンピオン・カーニバル』に出場。公式リーグ戦ではジャイアント馬場、ジャンボ鶴田、大木金太郎、ザ・デストロイヤー、カルガリーでも因縁を持つブッチャーやイヤウケアらと対戦したが、グレート小鹿、バディ・ウォルフ、ラリー・シャープから3勝を挙げたのみで、戦績は芳しくなかった。
日本遠征では真価を発揮できなかったが、本拠地のアマリロでは1976年7月22日に8人参加のワンナイト・トーナメントに優勝して、空位となっていたNWAインターナショナル・ヘビー級王座を獲得。1978年2月2日にはファンク・ジュニアと組んで、ブルート・バーナード&フランク・モレルからNWAウエスタン・ステーツ・タッグ王座を奪取し、9月28日にロジャー・カービー&ダグ・サマーズに敗れるまで保持した。
1979年4月には全日本プロレスの『NWAチャンピオン・シリーズ』に再来日。同年はカルガリーでもファンク・ジュニアとコンビを組み、来日直前の4月13日にレオ・バーク&キース・ハートからインターナショナル・タッグ王座を奪取、ミスター・ヒト&ミスター・サクラダともタイトルを争った。8月11日にはビッグ・ダディ・リッターを破り、北米ヘビー級王座への5回目の戴冠を果たした。
1980年にはアマリロ地区でNWAウエスタン・ステーツ・ヘビー級王座やロッキー・マウンテン・ヘビー級王座を獲得したが、同地区の活動停止後はテキサス東部のサンアントニオやヒューストンなどで活動。その後は1982年から1983年にかけて、レッド・ドッグ・レーン（Red Dog Lane）のリングネームでミッドアトランティック地区のアンダーカードに出場。キャリア末期の1983年4月13日にはサウスカロライナ州コロンビアにおいてジェイク・ロバーツと組み、リッキー・スティムボート&ジェイ・ヤングブラッドの保持していたNWA世界タッグ王座に挑戦した。

## 得意技
- ネックブリーカー[1]
- ブレーンバスター
- エルボー・スマッシュ

## 獲得タイトル
スタンピード・レスリング
- 北米ヘビー級王座：5回[8]
- インターナショナル・タッグ王座：1回（w / ドリー・ファンク・ジュニア）[14]

NWAウエスタン・ステーツ・スポーツ
- NWAインターナショナル・ヘビー級王座（アマリロ版）：1回[11]
- NWAウエスタン・ステーツ・ヘビー級王座：1回[15]
- NWAウエスタン・ステーツ・タッグ王座：1回（w / ドリー・ファンク・ジュニア）[12]
- ロッキー・マウンテン・ヘビー級王座：1回[16]

## 追記
- 師匠格であるドリー・ファンク・ジュニアには多大な影響を受けており、その地味ながら堅実なファイトスタイルには定評があった[3]。アマリロやカルガリーで何度となく対戦した桜田一男は「ドリーさんと試合が似ていた」と述懐しており、ファンク・ジュニア自身も「彼は私の弟子で、すべてにおいてドリー・ファンク・ジュニアの真似をしていた（笑）」と語っている[4]。
- 息子のタッカー・レーンもレスリングの強豪選手であり、プロ転向は実現しなかったが、ラリーの母校でもあるノーザン・コロラド大学時代には州大会で15回、全国大会では8回の優勝を収め、422勝7敗という生涯成績を有している[5][19]。